# Kadir Sözen
Kadir Sözen (* 1964 in Gaziantep, Türkei) ist ein freier Rundfunkjournalist und Filmemacher (Produzent, Drehbuchautor, Regisseur).

## Leben und Karriere
Sözen emigrierte als Kind einer Arbeiterfamilie 1969 in die Bundesrepublik. Seine Kindheit und Jugend verbrachte er in Mönchengladbach. Bereits als Schüler begann er journalistisch aktiv zu werden und arbeitete als freier Autor für den WDR – zunächst für den Hörfunk. 1986 erhielt er aufgrund seines gewerkschaftlichen und politischen Engagements ein Stipendium der Hans-Böckler-Stiftung und begann ein Studium der Wirtschaftswissenschaften in Köln, das er 1990 mit Diplom abschloss.
Seine Arbeit als freier Journalist und Autor für zahlreiche Rundfunkanstalten, u. a. dem WDR, führte er fort und begann neben zahlreichen Reportagen und Radio-Features auch Hörspiele zu schreiben. 1990 verfilmte der Westdeutsche Rundfunk unter der Regie von Hanno Brühl Kadir Sözens erstes Drehbuch Sehnsucht, ein Film über zwei in Deutschland aufgewachsene türkische Jugendliche, die sich – von ihren Eltern in die Türkei verbannt – illegal auf den Weg zurück nach Deutschland machen.
Neben der Realisierung von Fernsehreportagen und Dokumentationen, die sich mit gesellschaftspolitischen Phänomenen beschäftigten, zog es Sözen immer wieder zur fiktionalen Umsetzung seiner Themen per Spielfilm. 1996 gründete er die Produktionsgesellschaft Filmfabrik GmbH. Hier entstehen nicht nur zahlreiche Fernsehfilme, Dokumentarfilme und Kinospielfilme aus Sözens Feder, sondern auch die anderer Filmemacher und Dokumentarfilmer.
Kalte Nächte hieß Sözens erster Kinospielfilm, für den er selbst das Drehbuch geschrieben und Regie geführt hat. Bei den Filmfestspielen in Adana (Oktober 1995) erhielt diese deutsche Produktion fünf von acht zu vergebenen Preisen: in den Kategorien Kamera, Regie, bester Film und den Sonderpreis der Jury für die Leistung der Kinder. Es folgten Kinoproduktionen wie Winterblume (1997), Gott ist tot (2003) mit Götz George in der Hauptrolle und Von glücklichen Schafen (2014). In Gott ist tot, der Filmtitel entspricht dem Zitat des Film(anti)helden, geht es um den sozialen Abstieg eines Arbeitslosen in Köln-Ehrenfeld.
Zeit der Wünsche (2005), ein Fernsehzweiteiler, der zum ersten Mal das Thema der Migration zur Primetime im deutschen Fernsehen behandelte, wurde mit dem Adolf-Grimme-Preis ausgezeichnet. Takiye – Spur des Terrors (2009), als Fernsehfilm für die ARD realisiert, lief in der Türkei auch in einer Kinofilm-Version und sorgte dort bereits vor seiner Premiere für heftige Diskussionen. Kadir Sözen, der auch die Drehbuchvorlage für den Film lieferte, erhielt sogar zahlreiche Morddrohungen. Im Film geht es um islamistische Anlagefonds, die von fundamentalistischen Gruppen für ihre politischen Zwecke veruntreut werden. Gelbe Tage (2003), eine deutsch-türkische Kinokoproduktion, wurde als erster Film in der Türkei auf Kurdisch gedreht. Gleich nach seiner Premiere auf den Filmfestspielen in Antalya wurde der Film vom Kulturministerium aufgrund seiner politischen pro-kurdischen Interpretation verboten. Herbst (2011), eine deutsch-türkische Koproduktion, wurde für den Europäischen Filmpreis nominiert und auf den Filmfestspielen in Locarno mit dem „CICAE Prix Art & Essai“ ausgezeichnet.

## Filmographie
- 2015: Mein Name sei Altmann, Dokumentation, Produzent
- 2015: Von glücklichen Schafen, Kinospielfilm: Produzent, Drehbuch, Regie[4][5]
- 2014: Amerikanisches (Un)recht, Dokumentation, Produzent
- 2011: Aşk ve Devrim (Liebe und Revolution), Kinospielfilm, 100 Min., Produzent
- 2010: Takiye, Kinospielfilm, 100 Min., Produzent, Drehbuch
- 2009: Ey Aşk Nerdesin? (Liebe, Wo Bist Du?), TV-Serie, 6 × 60 Min, Produzent
- 2009: Kurban (Opfer), Fernsehfilm, 90 Min., Produzent
- 2008: Sonabahr (Herbst), Kinospielfilm, Produzent[6]
- 2005: Zeit der Wünsche, Fernsehfilm in zwei Teilen (2 × 90 Min.), Produzent, Idee, Vorlage
- 2003: Gott ist tot, Kinospielfilm, 96 Min.: Produzent, Drehbuch, Regisseur
- 2002: Gelbe Tage, Kinospielfilm, 90 min., Produzent
- 2001: Hafen, Heuer, Abenteuer, Reportage, 30 Min., ARD, Produzent
- 2001: Die Steinbeißer, Reportage, 30 Min., ARD, Produzent
- 2000: Klaus der Geiger – L’histoire de Klaus le Violoneux, Dokumentarfilm, 60 Min., WDR, ARD, ARTE, Produzent, Drehbuch, Regisseur
- 2000: Liebe, Laune, Lindenstraße, Reportage, 30 Min., ARD, Produzent
- 1999: Tussi, Zicke, Blöde Kuh, Reportage, 30 Min., WDR, Produzent
- 1999: Panzer, Pampas, Pioniere, Reportage, 30 Min., WDR, Produzent
- 1999: Gurken, Gauner und Gewinne, Reportage, 30 Min., WDR, Produzent, Drehbuch, Regisseur
- 1999: Warten, Hoffen, Trauern, Reportage, 30 Min., WDR, Produzent
- 1998: Wahnsinn Autobahn, Reportage, 30 Min., ARD, Produzent
- 1998: Männer unter Strom, Reportage, 30 Min., ARD, Produzent
- 1998: Der inszenierte Crash, Reportage, 30 Min., ARD, Produzent, Drehbuch, Regisseur
- 1998: Die Kinder des Koran, Dokumentarfilm, 45 Min., ZDF, Produzent, Drehbuch, Regisseur
- 1997: Saralija – Die Seele von Sarajevo, Dokumentarfilm, 90 Min., WDR, Produzent
- 1997: Die Mafia Wartet schon, Reportage, 30 Min., ARD, Produzent
- 1996: Winterblume, Kinospielfilm, 107 Min., Produzent, Drehbuch, Regisseur
- 1996: Autos – Knete – Krumme Typen, Reportage, 30 Min., ARD, Produzent, Drehbuch, Regisseur
- 1996: Als Kurde in Deutschland, Dokumentarfilm, 45 Min., ZDF, Produzent, Drehbuch, Regisseur
- 1995: Kalte Nächte, Kinospielfilm, 97 Min., Produzent, Drehbuch, Regisseur
- 1995: Einmal Bombay und zurück – Auf Organsuche in Indien, Dokumentarfilm 30 Min., ARD, Regisseur, Drehbuch, Produzent
- 1995: Einmal Halli-Galli und zurück, Reportage, 30 Min., ARD, Produzent
- 1994: Im Namen Allahs – Das geheime Netzwerk türkischer Fundamentalisten in Deutschland, Reportage, 30 Min., ARD, Regisseur, Drehbuch, Produzent
- 1993: Gediks Zeche, Dokumentarfilm, 45 Min., Regisseur, Drehbuch
- 1990: Türkei – Land und Leute, Fernsehserie, 26 × 30 Min. ARD, Drehbuch
- 1989: Sehnsucht, Fernsehfilm, 96 Min., ARD, Drehbuch

## Hörspiele
- 1988: Zwischen Bottrop und Bosporus – Heimweh auf Türkisch, Hörspiel, WDR
- 1989: Zugvögel, Hörspiel, WDR
- 1993: Die Verhandlung, Hörspiel, WDR

## Auszeichnungen
- 2005: Adolf-Grimme-Preis für den Fernsehzweiteiler Zeit der Wünsche
- 1997: 2nd Festival International de Cine Independente de ourense / Spanien, „Spezialpreis der Jury“, „Zweitbester Film des Festivals“
- 1997: Film Festival Troia, Costa Azui / Portugal, „Silberner Delphin“, Spezialpreis der Jury, Besondere Erwähnung des OCIC für Winterblume
- 1999: Orhon-Murat-Arıburnu-Wettbewerb, Türkei, „Bester Film“
- 1996: Internationales Filmfestival Istanbul / Türkei, „Spezialpreis der internationalen Filmkritiker“* 1996:	Filmfestspiele Ankara / Türkei, „Beste Regie“, „Bestes Drehbuch“
- 1995: Filmfestspiele Adana / Türkei, „Bester Film“, „Beste Regie“
- 1987: Metall-Reportagenpreis (für Zwischen Bottrop und Bosporus-Heimweh auf türkisch)

## Belege
1. ↑  Filmerprofil Kadir Sözen, kino.de, abgerufen am 12. März 2020
2. 1 2  Filmer-Biografie Kadir Sözen, filmportal.de, abgerufen am 12. März 2020
3. ↑  Filmfabrik GmbH, filmland-nrw.de im WebArchive vom 7. Januar 2017, abgerufen am 12. März 2020
4. ↑  Türkische Filme / Genre Drama, tuerkische-filme.com auf WebArchive vom 24. August 2016, abgerufen am 12. März 2020
5. ↑  Silvia Hallensleben: Von glücklichen Schafen, Rezension auf epd-film.de vom 6. Februar 2015, abgerufen am 12. März 2020
6. ↑  Patrick Seyboth: Kritik zu Herbst – Sonabahr, Rezension auf epd-film.de vom 1. Mai 2010, abgerufen am 12. März 2020

| Personendaten    | Personendaten                                         |
| ---------------- | ----------------------------------------------------- |
| NAME             | Sözen, Kadir                                          |
| KURZBESCHREIBUNG | türkisch-deutscher Rundfunkjournalist und Filmemacher |
| GEBURTSDATUM     | 1964                                                  |
| GEBURTSORT       | Gaziantep, Türkei                                     |